# Scaloposaurus
Scaloposaurus — вимерлий рід хижих тероцефалів, що жив у період пермі 259.0—254.0 млн років тому.
Скалопозавра назвав Оуен (1876). Він був віднесений до Therocephalia Брумом (1913); і до Scaloposauridae Керроллом (1988).